# Direct Drive
Direct Drive war eine britische Band, die von 1982 bis 1986 existierte und stilistisch den Bereichen Disco, Soul und Electrofunk zuzuordnen ist.

## Bandgeschichte
1982 gründeten Mick Ward (Bass), Pete Quinton (Schlagzeug), Bob Williams (Gitarre) und Bones alias Mick Hammond (Congas) die Band Direct Drive. Später bewarb sich Paul Hardcastle als Keyboarder und ergänzte die Formation, der sich auch Derek Green als Sänger anschloss. Nach Veröffentlichung der Singles Don’t Depend on Me und Time’s Running Out (beide 1982) bei Londoner Label Oval Records verließen Hardcastle und Green die Band wieder und gründeten ihr gemeinsames Projekt First Light.
Bei Liveauftritten engagierte Direct Drive in der Folgezeit verschiedene Keyboarder, als Sängerin wurde Helen Rogers gewonnen. Daraufhin erschien 1983 die Single In the Middle of Spring bei Nigel Wrights Dance-Label Passion Records. 1984 gründete die Band das eigene Label Direct Drive Records sowie die eigene Produktionsfirma B. P. M. und veröffentlichte die Single Pass the Paper. Mit der im November des Jahres folgenden Single Anything? gelang der Sprung in die UK-Charts, wo sich das Lied acht Wochen hielt und bis auf Platz 67 stieg. Das wenig später erschienene I Need Some Sunshine verfehlte eine Chartplatzierung.
Aufgrund des Erfolges von Anything? erhielt Direct Drive einen Vertrag bei Polydor, wo der Titel im Januar 1985 erneut veröffentlicht wurde. Beim Polydor-Sublabel Boiling Point erschien im April 1985 die Single A. B. C. (Falling in Love’s Not Easy), auf der sich neben dem Titeltrack ein Paul Hardcastle Remix und ein Mark King Remix von Anything? befinden. In den UK-Charts erreichte die Veröffentlichung Platz 75. Anschließend trennte sich die Band von Polydor und reaktivierte das eigene Label. Darauf folgte 1986 die Single Oh Yeah!, ein Feature mit dem britischen Jazzsaxophonisten Stan Sulzmann, die weitgehend unbeachtet blieb. Im Anschluss löste sich Direct Drive auf.

## Diskografie

### Singles
- 1982: Don’t Depend on Me
- 1982: Time’s Running Out (VÖ: 16. April)
- 1983: In the Middle of Spring
- 1984: Pass the Paper
- 1984: Anything? (VÖ: November)
- 1985: I Need Some Sunshine
- 1985: A. B. C. (Falling in Love’s Not Easy) (VÖ: April)
- 1986: Oh Yeah! (feat. Stan Sulzmann)

### Kompilation
- 2001: Time Machine: The Best of Direct Drive & First Light 1981–82 (Splitalbum, 4 Tracks Direct Drive, 3 Tracks First Light; Whatmusic.com 0003)